# Travis Kalanick
Travis Cordell Kalanick (sinh ngày 6 tháng 8 năm 1976) là một lập trình viên và doanh nhân người Mỹ. Ông là đồng sáng lập của công ty chia sẻ tập tin ngang hàng Red Swoosh và công ty mạng lưới vận tải Uber.
Năm 2014, ông vào danh sách 400 người giàu nhất nước Mỹ của Forbes ở vị trí 290, với giá trị tài sản ròng ước tính khoảng 6 tỉ đô la.
Năm 2017, ông từ chức CEO của Uber.